# Distrito electoral de South Pass (condado de Lancaster, Nebraska)
South Pass (en inglés: South Pass Precinct) es un distrito electoral ubicado en el condado de Lancaster en el estado estadounidense de Nebraska. En el Censo de 2010 tenía una población de 1844 habitantes y una densidad poblacional de 19,83 personas por km².

## Geografía
South Pass se encuentra ubicado en las coordenadas 40°34′28″N 96°37′13″O / 40.57444, -96.62028. Según la Oficina del Censo de los Estados Unidos, South Pass tiene una superficie total de 92.98 km², de la cual 92 km² corresponden a tierra firme y (1.05%) 0.98 km² es agua.

## Demografía
Según el censo de 2010, había 1844 personas residiendo en South Pass. La densidad de población era de 19,83 hab./km². De los 1844 habitantes, South Pass estaba compuesto por el 95.44% blancos, el 0.16% eran afroamericanos, el 0.54% eran amerindios, el 0.87% eran asiáticos, el 0% eran isleños del Pacífico, el 2.28% eran de otras razas y el 0.7% pertenecían a dos o más razas. Del total de la población el 3.9% eran hispanos o latinos de cualquier raza.